# Pirot
Pirot (serbio cirílico: Пирот) es una localidad y municipio situado en el sureste de Serbia. En 2002, la ciudad tenía una población total de 40.678 habitantes, mientras que la población del municipio era de 63.791. Esta ciudad es el centro administrativo del distrito de Pirot. El municipio está compuesto por 66 localidades. Está situada junto a una importante vía de comunicación, a medio camino entre Niš y Sofía.
En sus inmediaciones se encuentra la iglesia de San Petka, del siglo XIII, y el monasterio de San Juan el Teólogo de finales del siglo XIV, un buen ejemplo de la arquitectura medieval serbia.

## Geografía

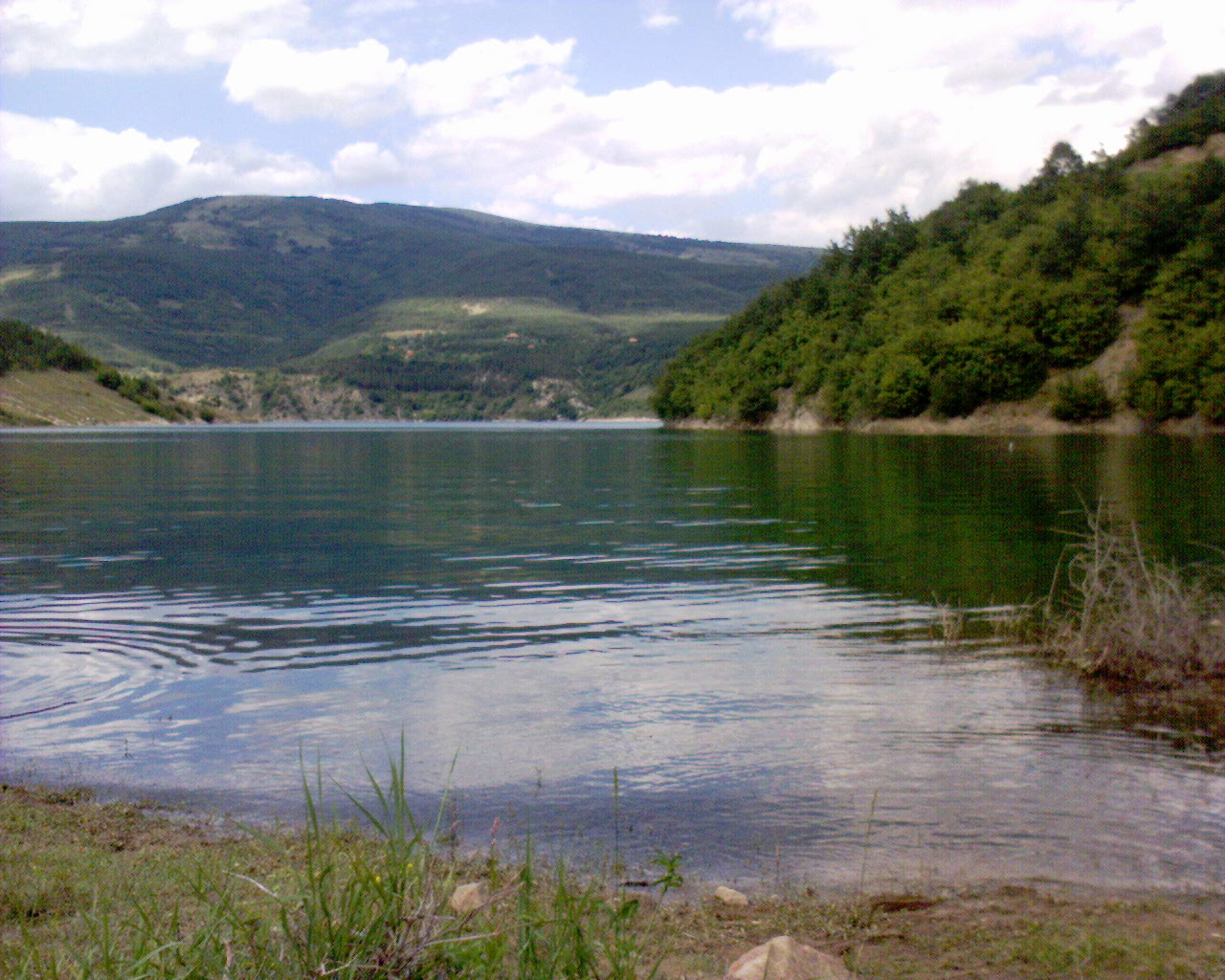
El lago Zavoj.

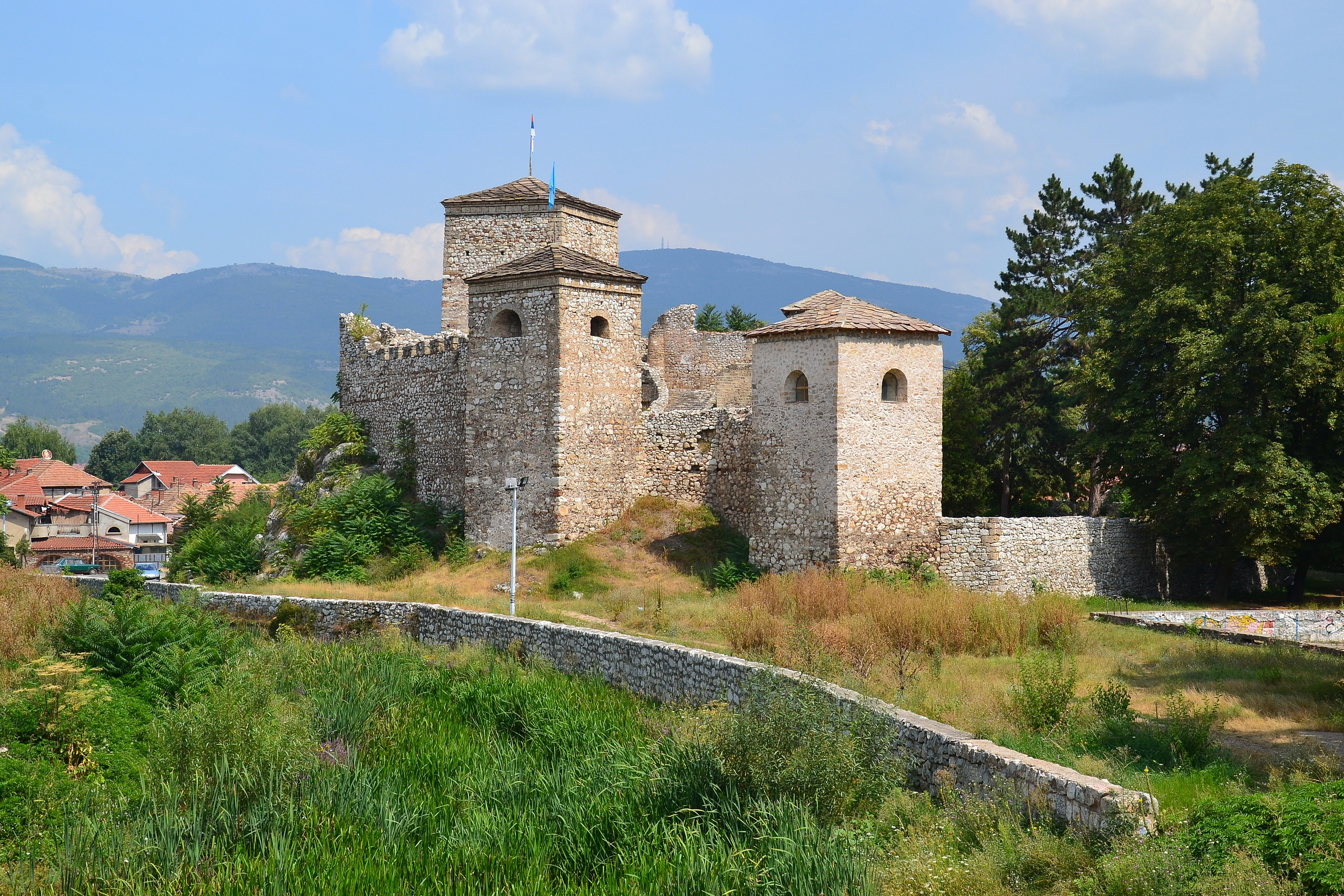
La Fortaleza de Pirot.

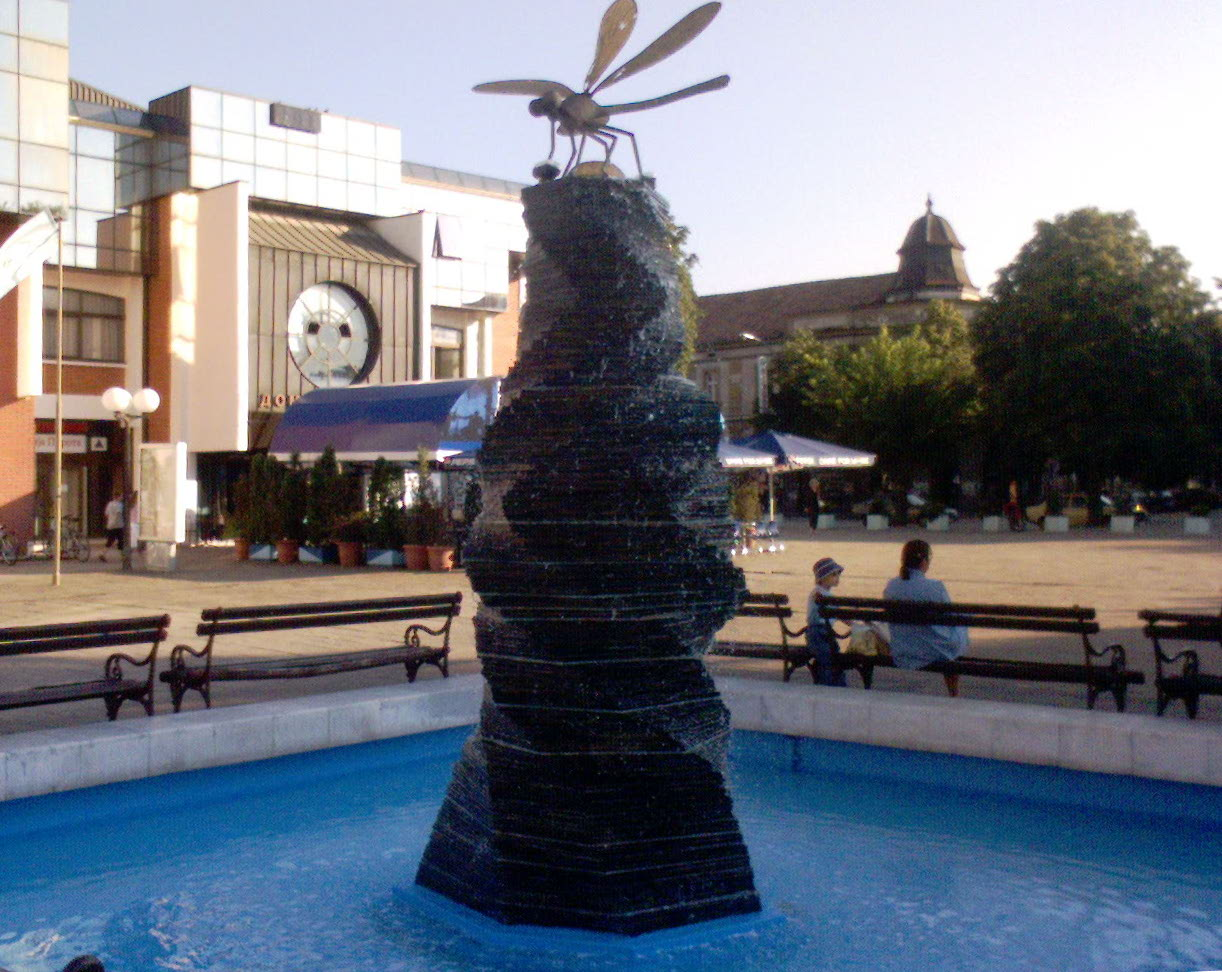
Plaza en el centro de la ciudad.

Pirot se encuentra en el sureste de Serbia. En sus proximidades están los Montes Balcanes, Vlaška Planina y Belava. Los ríos más importantes de la zona son el Nišava, el Jerma y el Reka Rasničk. El lago Zavoj (en serbio Zavojsko jezero) también se encuentra en el área municipal.
Pirot está rodeado por los municipios serbios de Dimitrovgrad, Knjaževac, Bela Palanka y Babušnica. También está bordeado por 65 km de la frontera entre Bulgaria y Serbia.

## Historia
La primera mención de esta parte central de los Balcanes se remonta a la antigua Grecia. Los griegos estaban interesados en esta región porque el reino de Macedonia, su principal oponente, estaba frecuentemente en guerra con los pueblos de los Balcanes.
Alrededor del año 14 a. C., durante el reinado de Augusto, esta región estaba en la frontera entre las provincias romanas de Mesia y Tracia. Posteriormente se construyó una calzada militar que conectaba Singidunum (Belgrado), Naissus (Niš), Serdica (Sofía), Adrianópolis y Constantinopla. En esta ruta  comenzaron a establecerse colonos y empezó la romanización. Bajo el reinado de Diocleciano (284 - 305), Pirot fue anexado a la provincia romana de Dacia.
Durante el siglo IV, la región experimentó un periodo de invasiones, sobre todo de las tribus góticas, y en el siglo V, de los hunos. El emperador Justiniano (527 - 565) ordenó la construcción de treinta fortalezas en la región de Niš a Sofía. Hacia los siglos VI y VII, los eslavos poblaron los Balcanes. Entre finales del siglo VIII y el siglo XI, la región fue parte del Imperio búlgaro. Tomada por los bizantinos, la ciudad fue conquistada por un ejército de serbios y húngaros entre 1182 y 1183. Por primera vez la ciudad fue incluida en un estado serbio: Stefan Nemanja, y el emperador Federico Barbarroja fueron recibidos con entusiasmo por la población. La ciudad pasó a manos de Bulgaria tras la sublevación de Asen y Peter en el siglo XII, y se mantuvo bajo su soberanía hasta el XIV. Según algunos historiadores, el príncipe serbio Stefan Nemanjić consiguió su conquista entre 1214 y 1216. Bajo el reinado de Ivan Asen II (1218-1241), la región volvió a poder de los búlgaros, siendo reconquistada por los serbios de nuevo bajo el reinado de Stefan Milutin (1282-1321).
Pirot fue conquistada por primera vez por los otomanos en 1386, y después de cambiar de manos en varias ocasiones, permaneció bajo el dominio turco desde el siglo XV hasta finales del XIX (diciembre de 1877), durante la guerra ruso-turca. En 1878, Pirot fue asignada a Bulgaria por el Tratado de San Stefano para, unos meses más tarde, pasar a soberanía de Serbia por el Tratado de Berlín.

## Demografía

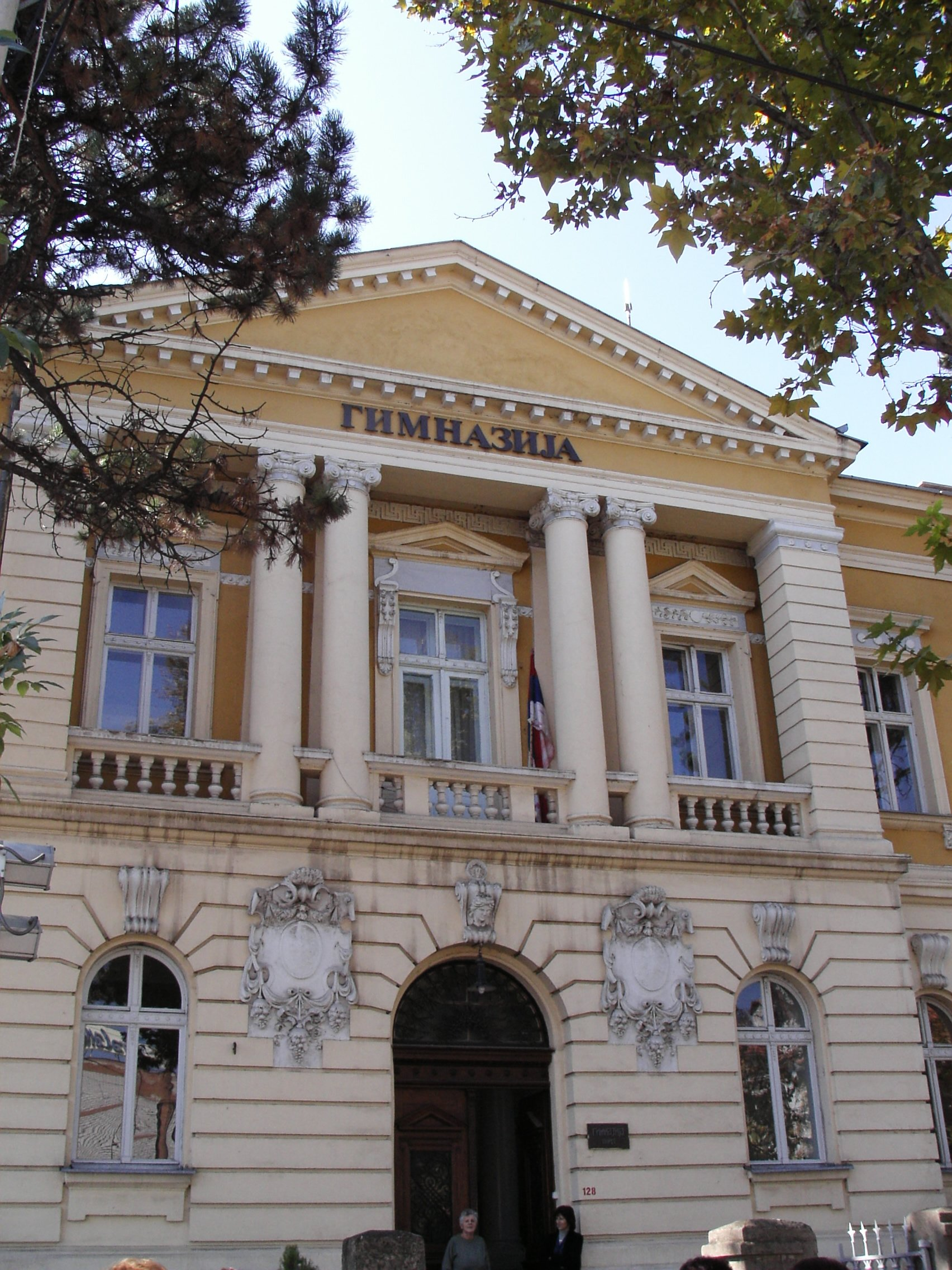
Instituto (Gimnazija) de Pirot.

### Evolución histórica
| 1948   | 1953   | 1961   | 1971   | 1981   | 1991   | 2002   |
| 11.868 | 13.175 | 18.415 | 29.298 | 36.293 | 40.267 | 40.678 |

La población estimada en 2009 es de 40.517 habitantes.

### Etnias
Composición del municipio por etnias o nacionalidades:
- Serbios: 59.858
- Gitanos: 1.920
- Búlgaros: 454
- Yugoslavos: 210